# Mineralni Bani, Haskovo
Mineralni Bani (în bulgară Минерални бани) este un sat în Obștina Mineralni Bani, Regiunea Haskovo, Bulgaria.

## Demografie
Componența etnică a satului Mineralni Bani
     Bulgari (94,12%)
     Nicio identificare (4,66%)
     Altele (1,21%)
La recensământul din 2011, populația satului Mineralni Bani era de 1.157 locuitori. Din punct de vedere etnic, majoritatea locuitorilor (94,12%) erau bulgari. Pentru 4,66% din locuitori nu este cunoscută apartenența etnică.